# Jean-Christophe Yoccoz

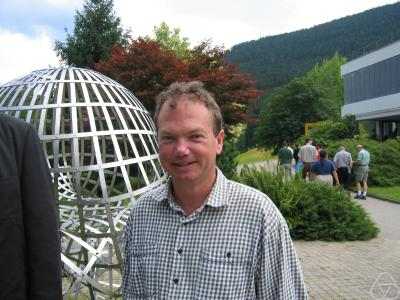
Jean-Christophe Yoccoz am Mathematischen Forschungsinstitut Oberwolfach 2005

Jean-Christophe Yoccoz (* 29. Mai 1957 in Paris; † 3. September 2016 ebenda) war ein französischer Mathematiker. Er wurde 1994 für seine Arbeiten auf dem Gebiet der dynamischen Systeme mit der Fields-Medaille ausgezeichnet.

## Leben
Yoccoz gewann 1974 eine Goldmedaille auf der Internationalen Mathematik-Olympiade, studierte ab 1975 an der École normale supérieure (wo er bei den Eingangs-Aufnahmeprüfungen genauso wie bei denen der École polytechnique Bester war) mit dem Abschluss der Agrégation in Mathematik 1977. Ab 1979 war er Attaché de Recherches und später Chargé des Recherches des CNRS. 1981 bis 1983 leistete er seinen Militärdienst in Brasilien bei einem Forschungsaufenthalt am IMPA. Er wurde 1985 bei Michael Herman an der École polytechnique in Paris promoviert, mit einer Arbeit über dynamische Systeme (Centralisateurs et conjugaison différentiable des difféomorphismes du cercle). 1988 wurde er Professor an der Universität Paris-Süd und außerdem Mitglied des Institut Universitaire de France. Seit 1996 war er Professor am Collège de France. Er starb 2016 nach längerer Krankheit.
Yoccoz war Mitglied der Académie des sciences (1994) und gehörte dem Autorenkollektiv Nicolas Bourbaki an.
Zu seinen Doktoranden gehört Ricardo Pérez-Marco.

## Leistungen
Sein Arbeitsgebiet der Theorie dynamischer Systeme hat in Frankreich eine lange Tradition, die bis auf die Untersuchung des Dreikörperproblems durch Henri Poincaré zurückgeht, aber auch bei der Iteration komplexer Funktionen durch Gaston Julia oder in der Theorie der Fraktale durch Benoît Mandelbrot. In den 1950er Jahren entstand dort die berühmte KAM-Theorie durch Andrei Kolmogorow, Wladimir Arnold und Jürgen Moser, die die Existenz quasiperiodischer Bahnen um Tori in Phasenräumen (Tori, da definiert durch geschlossene Bahnen entsprechend rationalen Perioden) beschreibt – je nach dem Grad der Irrationalität der Perioden. Ein weiterer Pionier war Carl Ludwig Siegel und für die Anwendung der Topologie Stephen Smale. Ab den 1970er Jahren erlebte das Feld einen neuen Aufschwung dank der Chaostheorie (Existenz von „strange attractors“ im Phasenraum, um die die Bahnen asymptotisch dicht liegen).
Yoccoz untersuchte nicht nur das qualitative Verhalten solcher dynamischer Systeme („hyperbolische“ chaotische Systeme oder quasireguläre usw.), sondern auch die Julia-Mengen und Mandelbrot-Mengen in der komplexen Dynamik. Er bewies, dass die Mandelbrotmenge lokal zusammenhängend ist für endlich-renormierbare Parameterwerte. Dass die Mandelbrotmenge zusammenhängend ist, bewiesen schon in den 1980er Jahren Adrien Douady und John H. Hubbard und sie vermuteten auch, dass diese lokal zusammenhängend ist für alle Parameterwerte, was eine der großen ungelösten Fragen der komplexen Dynamik ist, da daraus nach Douady und Hubbard weitreichende Folgerungen über die topologische Struktur der Mandelbrotmenge gezogen werden können.

## Ehrungen
1988 erhielt Yoccoz den Salem Prize. 1994 wurde er mit der Fields-Medaille ausgezeichnet (Plenarvortrag auf dem ICM in Zürich: Recent Developments in Dynamics). 1990 war er Invited Speaker auf dem Internationalen Mathematikerkongress in Kyōto (Optimal arithmetic conditions in some small divisor theorems). 1991 wurde er Mitglied des Institut Universitaire de France. Er war Mitglied der Brasilianischen Akademie der Wissenschaften und der Third World Academy of Sciences und wurde 1995 Ritter der Ehrenlegion und Offizier des Ordre du Mérite (2000).
Weitere Preise sind die Bronzemedaille der CNRS (1984), der Mathematik-Preis von IBM (1985), 1991 der Prix Jaffe der Académie des Sciences und 1998 das Großkreuz des wissenschaftlichen Verdienstordens von Brasilien.

## Werke (Auswahl)
- Conjugaison différentiable des difféomorphismes du cercle dont le nombre de rotation vérifie une condition diophantienne. Ann. Sci. École Norm. Sup. (4) 17 (1984), no. 3, 333–359.
- Mit Lennart Carleson, P. W. Jones: Julia and John. Bol. Soc. Brasil. Mat. (N.S.) 25 (1994), no. 1, 1–30.
- An introduction to small divisor problems. In: Michel Waldschmidt, Claude Itzykson, Jean-Marc Luck, Pierre Moussa (Hrsg.): Number Theory and Physics. Les Houches 1989, Springer 1992.
- Continued fraction algorithms for interval exchange maps: an introduction. In: Pierre Cartier u. a.: Frontiers in Number Theory, Physics and Geometry. Band 1, Springer Verlag, 2006.
- mit Stefano Marmi und Pierre Moussa: Some properties of real and complex Brjuno functions. In: Pierre Cartier u. a.: Frontiers in Number Theory, Physics and Geometry. Band 1, Springer Verlag, 2006.
- Petits diviseurs en dimension 1. Astérisque, 231 (1995).
- Il n’y a pas de contre-exemple de Denjoy analytique. C. R. Acad. Sci. Paris, Série I, t. 298 (1984), 141–144.
- Mit J. Palis: Rigidity of centralizers of diffeomorphisms. Ann. Sci.ENS, 4e série, t. 22 (1989), 81–98.
- Conjugaison analytique des difféomorphismes du cercle. 1989 (unveröffentlicht).
- Mit Jacob Palis: Homoclinic tangencies for hyperbolic sets of large Haussdorff dimension. Acta Mathematica, 172 (1994), 92–136.
- Mit Ricardo Pérez-Marco: Germes de feuilletages holomorphes à holonomie prescrite. Astérisque, 222 (1994) 345–371.
- Mit P. Le Calvez: Un théorème d’indice pour les homéomorphismes du plan au voisinage d’un point fixe. Annals of Mathematics, 146 (1997), 241–293.
- Mit C. Moreira: Stable intersections of regular Cantor sets with large Hausdorff dimension. Annals of Math., 154 (2001), 45–96.
- mit S. Marmi und P. Moussa: Complex Brjuno functions. Journal of the American Math. Soc., 14 (2001), 783–841.